# 리마역 (밀라노 지하철)
리마역(이탈리아어: lima)은 밀라노 지하철 1호선의 역이다. 1964년 11월 1일 1호선의 '세스토 마렐리' - '로토' 구간이 처음으로 개통하면서 문을 열었다.
리마 역은 밀라노 시 내에 있는 코르소 부에노스 아이레스의 반 가량을 차지하는 리마 광장에 있으며, 한 개의 터널에 2개 승강장, 2개 선로를 가지고 있는 지하 역이다.

## 시설
이 역에는 다음과 같은 시설이 있다.
- 에스컬레이터
- 매표기
- 역 감시카메라
- 바
- 화장실